# Lycaena kurilensis
Lycaena kurilensis är en fjärilsart som beskrevs av Matsumura 1928. Lycaena kurilensis ingår i släktet Lycaena och familjen juvelvingar. Inga underarter finns listade i Catalogue of Life.